# Odznak za samostatné zničení tanku

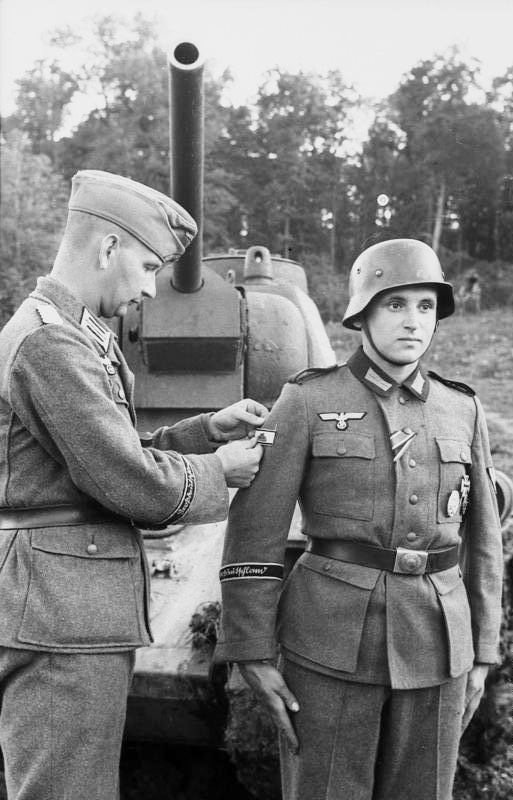
Neidentifikovaný major tankového sboru Großdeutschland dekoruje odznakem za samostatné zničení tanku neznámého desátníka

Odznak za samostatné zničení tanku (německy: Sonderabzeichen für das Niederkämpfen von Panzerkampfwagen durch Einzelkämpfer) nebo také krátce Panzervernichtungsabzeichen bylo vojenské vyznamenání německých ozbrojených složek za druhé světové války.

## Historie vyznamenání
Vyznamenání bylo oficiálně založeno 9. března roku 1942 německým kancléřem a vůdcem Adolfem Hitlerem jako ocenění pro ty vojáky, kteří se vyznamenali v boji zničením nepřátelského tanku pomocí zbraní jako je např. ruční granáty, pancéřovou pěstí nebo výbušninou. Avšak toto vyznamenání bylo užíváno již od 22. června roku 1941, kdy probíhala německá invaze do Sovětského svazu (Operace Barbarossa).
Vyznamenání bylo však hojně udíleno a tak bylo zřejmé, že bude potřeba vytvořit nový stupeň ocenění. A proto bylo založeno 18. prosince roku 1943 vyznamenání ve zlatě, které bylo udělováno za pět ručně zničených tanků.

## Vzhled vyznamenání
Vyznamenání bylo obdélníkového tvaru a byla na něm připevněna černá miniatura tanku Panzer IV o rozměrech 43 × 18 mm. Samotná stuha měla rozměry 33 × 90 mm. Zmenšenina tanku byla připevněna ke stuze pomocí tří ohybných hrotů na spodní straně skrz malý kovový plát, který je zakrytý černě zbarvenou bavlnou.
Stříbrná verze odznaku obsahovala 4 mm široké černé pruhy umístěné horizontálně 2 mm od horního i spodního okraje.
Zlatá verze odznaku vypadala obdobně až na menší úpravy. Stuha byla vyrobena ze zlatě zbarveného silonu nebo ze zlatého drátku a raná verze vyznamenání zahrnovala lehký stříbrný nátěr na miniatuře tanku. Později obsahovala stříbrná verze vyznamenání počerněný tank.

## Významní držitelé ocenění
- Günther Viezenz
- Adolf Peichl
- Vinzenz Kaiser
- Bodo Spranz
- Gerhard Konopka
- Michael Pössinger
- Franz Bäke
- Günther-Eberhardt Wisliceny
- Hans Dorr
- Sylvester Stadler
- Oskar Wolkerstorfer
- Friedrich Anding
- Peter Kiesgen
- Johannes-Matthias Hönscheid